# The Legend of White Snake
The Legend of White Snake (chino simplificado: 新白娘子传奇, pinyin: ), es una serieweb china transmitida del 3 de abril del 2019 hasta el 3 de mayo del 2019 a través de iQiyi.
La serie está basada en la leyenda popular china "Legend of the White Snake".

## Sinopsis
Desarrollada en Hangzhou, entonces la capital de la Dinastía del Sur de Song (1127-1279), la historia sigue el romance de Bai Suzhen, una serpiente blanca de 1,000 años que se transforma en una hermosa mujer y quien se enamora del joven médico Xu Xian, cuando lo conoce. 
Sin embargo, su amor entre especies es reprimido por Fa Hai, un monje ortodoxo que intenta separarlos usando magia.

## Reparto[5]

### Personajes principales
| Actor               | Personaje  | Nº de episodios | Notas |
| ------------------- | ---------- | --------------- | ----- |
| Yu Menglong         | Xu Xian    | 36              | [ 6 ] |
| Ju Jingyi           | Bai Suzhen | 36              |       |
| Pei Zitian (裴子添) | Fa Hai     | -               |       |
| Xiao Yan (肖燕)     | Xiao Qing  | -               |       |

### Personajes secundarios
| Actor                    | Personaje             | Nº de episodios | Notas                   |
| ------------------------ | --------------------- | --------------- | ----------------------- |
| Nie Zihao                | Jin Song              | -               |                         |
| Feng Jianyu              | Zhang Yutang          | -               |                         |
| Yu Lang                  | Jin Ruyi              | -               |                         |
| Li Lin                   | Li Gongfu             | -               |                         |
| Zeng Yunzhen             | Xu Jiaorong           | -               |                         |
| Ma Shuliang              | Maestro Jin           | -               |                         |
| Shen Baoping (沈保平)    | Ling You              | -               | Maestro Zen             |
| Alen Fang                | Mu Wang               | -               |                         |
| Choenyi Tsering          | Lady Wu Niangzi       | -               |                         |
| David Wu (吴大维)        | Lü Dongbin            | -               |                         |
| Kent Tong                | Liang Xiangguo        | -               |                         |
| Zhao Yingzi (Sarah Zhao) | Li Bilian             | -               |                         |
| Tse Kwan-ho              | Xuxian Fuqin          | -               | Es el padre de Xu Xuan. |
| Wesley Wong              | Xu Shilin             | -               |                         |
| Sunny Tu (涂善妮)        | Guan Yin              | -               |                         |
| Cecilia Yip              | Xuxian Muqin          | -               | Es la madre de Xu Xuan. |
| Wang Weiguo              | Emperador de Jade     | -               |                         |
| Maggie Chen (陈美琪)     | Yu Furong             | -               |                         |
| Wang Weiyuan             | Wao Daoling           | -               |                         |
| Tang Zhenye              | Primer Ministro Liang | -               |                         |
| Yi Yizi                  | Hu Kexin              | -               |                         |

### Otros personajes
| Actor          | Personaje                | Nº de episodios | Notas                                    |
| -------------- | ------------------------ | --------------- | ---------------------------------------- |
| Heidi Wang     | Reina Madre              | -               |                                          |
| Zhang Bowen    | Changsheng               | -               |                                          |
| Zhu Longguang  | Buda                     | -               |                                          |
| Chen Chongyuan | Wu Guibao                | -               |                                          |
| Liao Pengfei   | Ah Luo                   | -               |                                          |
| Fan Wendong    | Xie Daqian               | -               |                                          |
| Wang Ronghong  | He Dagu                  | -               |                                          |
| Shen Baoping   | Maestro del Clan Lingyou | -               |                                          |
| Hou Changrong  | Rey Dragón Ao Guang      | -               |                                          |
| Jackson Lou    | Rey Celestial Li         | -               | Es el Rey Celestial que lleva la Pagoda. |
| Fang Yilun     | Príncipe Mu              | -               |                                          |
| Yao Tongtong   | Princesa Consorte Mu     | -               |                                          |
| Liu Lifei      | Yinxiang                 | -               |                                          |
| Wang Ji        | -                        | -               |                                          |

## Episodios
La serie estuvo conformada por 36 episodios, los cuales fueron emitidos todos los miércoles, jueves y viernes.

## Música
El tema musical de la serie es "A Thousand Year's Wait for the Moment" (千年等一回) interpretado por Ju Jingyi.
| No. | Artista   | Canción                                              | Fecha de lanzamiento |
| --- | --------- | ---------------------------------------------------- | -------------------- |
| 1   | Ju Jingyi | "A Thousand Year's Wait for the Moment" (千年等一回) | 2019                 |
| 2   | Ju Jingyi | "Du Qing" (渡情)                                     | 2019                 |
| 3   | Ju Jingyi | "Qing Cheng Shan Xia Bai Suzhen" (青城山下白素贞)    | 2019                 |

## Producción
Fue dirigida por Zhi Lei (智磊), escrita por An Yimo (安以陌), y producida por Dai Yu (龚宇).
La serie comenzó sus filmaciones en marzo del 2018 y finalizaron en julio del mismo año.
Contó con el apoyo de las compañías de producción "iQiyi" y "Chinese All Digital".

### Distribución internacional
| País      | Título                    | Cadena                       | Estreno                                | Horario                                               |
| --------- | ------------------------- | ---------------------------- | -------------------------------------- | ----------------------------------------------------- |
| China     | 新白娘子传奇              | iQiyi Shenzhen TV (深圳卫视) | 3 de abril de 2019 27 de junio de 2019 | (Miércoles a viernes) (Todos los días de 19:30-21:15) |
| Malasia   | The Legend of White Snake | Astro Quan Jia HD            | 15 de abril de 2019                    | (Lunes a viernes de 19:00-20:00)                      |
| Tailandia | นางพญางูขาว                | MCOT HD                      | 3 de junio de 2019                     | (Lunes a miércoles de 21:00-22:00)                    |
| Taiwán    | 新白娘子传奇              | iQiyi                        | 3 de abril de 2019                     | (Miércoles a viernes)                                 |